# Lisa Gelius
Lisa Gelius (Alemania, 23 de julio de 1909-14 de enero de 2006) fue una atleta alemana especializada en la prueba de lanzamiento de jabalina, en la que consiguió ser campeona europea en 1938.

## Carrera deportiva
En el Campeonato Europeo de Atletismo de 1938 ganó la medalla de plata en los 80 m vallas, con un tiempo de 11.7 segundos, tras la italiana Claudia Testoni que con 11.6 segundos batió el récord del mundo, y por delante de la neerlandesa Catharina Ter Braake (bronce con 11.8 segundos). También ganó la medalla de oro en el lanzamiento de jabalina, llegando hasta los 45.58 metros, superando a sus compatriotas las también alemanas Susanne Pastoors y Luise Krüger.